# Monticello d'Alba
Monticello d'Alba est une commune italienne de la province de Coni, dans la région Piémont.

## Administration
| Période                                  | Période | Identité | Étiquette | Qualité |
| ---------------------------------------- | ------- | -------- | --------- | ------- |
|                                          |         |          |           |         |
| Les données manquantes sont à compléter. |         |          |           |         |

### Communes limitrophes
Alba (Italie), Corneliano d'Alba, Pocapaglia, Roddi, Santa Vittoria d'Alba, Sommariva Perno